# Acanthais
Acanthais is een geslacht van weekdieren uit de klasse van de Gastropoda (slakken).

## Soorten
- Acanthais brevidentata (W. Wood, 1828)
- Acanthais callaoensis (Gray, 1828)
- Acanthais triangularis (Blainville, 1832)